# Раменский, Геннадий Михайлович
Геннадий Михайлович Раменский (род. 1 февраля 1943 года, село Шелемишево, Скопинский район, Рязанская область) — Заслуженный тренер СССР, заслуженный тренер России по биатлону, заслуженный тренер России по лыжным гонкам. Почетный гражданин города Скопина (2002).

## Биография
Геннадий Михайлович Раменский родился 1 февраля 1943 года в селе Шелемишево Скопинского района Рязанской области.
Обучался в средней школе № 2 г. Скопина. Геннадий Раменский кончил в г. Скопине школу рабочей молодежи. Высшее образование Геннадий Михайлович  получил государственном ордена Ленина институте физической культуры в г. Москве. 
В 1963 году, в городе Златоусте Челябинской области, на  гонках сильнейших лыжников Советского Союза, Раменский Геннадий Михайлович впервые выполнил норматив  Мастера спорта СССР. Затем были  победы в чемпионатах России, СССР и международных соревнованиях. В 1971 году, в г. Новосибирске, Раменский Г.М. занимает 2-е место  на всесоюзных соревнованиях, где выполняет норматив Мастера спорта СССР по биатлону.
С 1972 по 1975 годы работал старшим тренером Центрального Совета «Труд» и Профсоюз СССР.
Геннадий Михайлович Раменский с 1976 года старший тренер сборной команды СССР по биатлону, главный тренер национальных сборных команд по биатлону. До 1998 года являлся вице-президентом федерации биатлона СССР и Союза биатлонистов России.
Под руководством этого выдающегося тренера многие советские и российские спортсмены завоевали свои золотые награды Олимпиад. Среди его учеников – трехкратная олимпийская чемпионка по лыжным гонкам и биатлону Анфиса Резцова, чемпион Олимпийских игр и мира, обладатель Кубка мира Сергей Чепиков, чемпион Олимпийских игр, неоднократный победитель чемпионатов мира Сергей Тарасов, призер Олимпийских игр, чемпион, обладатель Кубка мира Владимир Драчёв, чемпион Олимпийских игр и мира Александр Елизаров, чемпион Олимпийских игр и мира, заслуженный тренер России Альгис Шалне, чемпион мира, 2-кратный олимпийский чемпион Николай Круглов, чемпион Олимпийских игр и мира Валерий Медведцев.
Раменский Г.Н. принимает активное участие в общественной жизни города. В его честь ежегодно проводятся соревнования по биатлону. Большое внимание он уделяет пропаганде здорового образа жизни, оказывает школам города спонсорскую помощь.

## Награды и звания
- Орден Дружбы народов

- Медаль «За трудовое отличие»

- Заслуженный тренер СССР

- Заслуженный тренер России по биатлону

- Заслуженный тренер России по лыжным гонкам

- Почетный гражданин города Скопина